# Будівля міської управи (Таганрог)
Будівля міської управи - особняк у центральній частині Таганрога.

## Історія
Триповерхова будівля із чотирикутними колонами, розташована за адресою вул. Петровська 87, навпроти Малого Садового провулка. Будівля неодноразово перебудовувалась.
Перша будівля збудована на цій земельній ділянці в 1830-х купцем Д. Петрококіно  .
Наприкінці 1880-х придбана поміщиком К.М. Комнено-Варваці і капітально перебудована . До будівлі зроблено прибудову, флігель у дворі з'єднаний із головною будівлею переходом, фасад декорований відповідно до нової архітектурної моди. У будівлі було 62 кімнати, які займала родина Комнено-Варваці, що складається з глави сімейства та двох дочок. Після подій першої російської революції 1905 поміщик Комнено-Варваці, наляканий хвилюваннями селян у своєму маєтку, вирішив продати свій величезний особняк у місті. Жити в ньому він вважав небезпечним у такій тривожній обстановці .
У 1907-1920 у будівлі перебувала міська Управа, що у пореформений період (з 1810) стала головним виконавчим органом міського самоврядування.
У 1909 - 1914 в одній із кімнат розмістився міський музей із картинною галереєю.
З 17 січня по 1 лютого 1918 будинок зайняла Рада робочих депутатів Таганрога.
З приходом у місто німців у травні 1918, а потім денікінських військ, міська Управа знову повернулася на своє місце .
Після встановлення радянської влади будинок зайняв Військово-революційний комітет, що з 10 січня до червня 1920 був головним органом міської влади. Потім тут розміщувалися профспілковий клуб, Будинок працівників освіти, Автомотоклуб .
Наприкінці 1935 вся будівля передана міському Палацу піонерів та школярів  .
Під час німецької окупації Таганрога з квітня 1942 будинок зайняла німецька поліція . Під час звільнення Таганрога будівля згоріла.
У серпні 1959 будівлю почали відновлювати, при цьому фасад та планування його було значно змінено, надбудовано третій поверх, вхід був оформлений портиком із чотирьох квадратних колон. Будівля змінила свій вигляд і стала важко впізнаваною .
Після реконструкції у будівлі розмістилися квартири.